# Bồn trũng Cửu Long
Bồn trũng Cửu Long hay Bể Cửu Long hoặc Bể trầm tích Cửu Long là một bồn trầm tích được lấp đầy bởi các vật liệu trầm tích Kainozoi với bề dày trầm tích tại trung tâm khoảng 7–8 km. Các trầm tích này phủ lên đá móng là các đá xâm nhập có thành phần thay đổi từ felsic đến trung tính, có tuổi từ Trias muộn - Jura sớm, Jura muộn, Creta muộn và tuổi Creta muộn - Paleogen.

## Địa lý
Bồn trũng nằm ở tọa độ 9-11 độ vĩ Bắc, 106,5-109 độ kinh Đông, với diện tích bề mặt khoảng 56.000 km²[a]. Bồn trũng có dạng gần giống hình bán nguyệt, kéo dài theo phương Đông Bắc-Tây Nam với phần cung lồi hướng về phía Đông Nam, ngăn cách với bể Nam Côn Sơn bởi đới nâng Côn Sơn, phía Tây Nam là đới nâng Khorat-Natuna và phía Đông Bắc là đới cắt trượt Tuy Hòa ngăn cách với bể Phú Khánh.

## Địa chất
Bồn trũng Cửu Long là phần sụt lún của đới mgma Đà Lạt trong Kainozoi giai đoạn Oligocene đến Miocene sớm. Toàn bộ bể nằm trong lớp vỏ lục địa được xếp vào nhóm bể rift (riptơ hay rift trong tiếng Anh) nội lục hay đới tách giãn. Rift này đã phát triển trên các đá xâm nhập granit đến granodiorit có tuổi từ Jura đến Creta muộn. Địa hình khu vực bồn trũng vào thời kỳ ngay trước giai đoạn tách giãn là miền đồng bằng trước núi.

### Địa tầng
Các thành tạo trầm tích Đệ tam được chia thành các hệ tầng: Cau (Oligocen), Dừa (Miocen hạ), Thông (Miocen trung), Nam Côn Sơn (Miocen thượng) và Biển Đông (Pliocen hạ), với tổng bề dày trầm tích Đệ tam đạt trên 5000 m.
1. Hệ tầng Biển Đông
2. Hệ tầng Nam Côn Sơn
3. Hệ tầng Thông
4. Hệ tầng Dừa, tuổi Miocen sớm, có thành phần từ dưới lên gồm a) Cát kết, sét kết chứa than lửa dài; b) cát kết, sét kết; c) sét kết; bề dày 800–850 m, nguồn gốc biển nông, phủ không chỉnh hợp trên hệ tầng Cau tuổi Oligocen.
5. Hệ tầng Cau có thành phần gồm: cát kết, bột kết, và sét kết với tổng bề dày 700-800m, tuổi Oligocen. Các trầm tích này có nguồn gốc hồ và ven biển, phủ không chỉnh hợp trên các thành tạo cổ hơn.

### Cấu trúc, kiến tạo
Bồn trũng Cửu Long có 4 cấu trúc chính gồm: 1/ vùng trũng phía tây nam; 2) vùng trũng phía đông nam; 3) địa lũy trung tâm; và 4) vùng trũng phía bắc.Bồn trũng trãi qua các giai đoạn tiến hóa chính gồm:
1. Xâm nhập trước Đệ Tam: Hoạt động magma xâm nhập diễn ra phổ biến trong suốt Mesozoic là kết quả của sự hút chìm trực diện về phía tây bắc của mảng Proto-Pacific bên dưới lục địa đông Á tạo thành thể magma granit-granodiorit tuổi Jura-Creta muộn.

1. Pha tách giãn - thời kỳ đầu của bể Cửu Long: Giai đoạn kéo toạt do sự thúc trồi và xoay theo chiều kim đồng hồ của địa khối Đông Dương trong quá trình va mảng của mảng Ấn Độ và Á-Âu từ Eocene.
2. Giai đoạn sau rift: Sự đảo nghịch địa phương trong bể Cửu Long vào suốt Oligocen muộ đến Miocen sớm. Đây là giai đoạn tạo nhiều nứt nẻ trong đá móng của bể. Từ Miocen giữa bể trãi qua quá trình sụt lún thụ động mà không có chịu ảnh hưởng của kiến tạo trừ các hoạt động núi lửa xuất hiện vài nơi trong bể.

## Tiềm năng dầu khí
Bồn trũng Cửu Long có nhiều tiềm năng về dầu-khí với trữ lượng tài nguyên dầu khí dao động trong khoảng từ 2,357 đến 3,535 tỷ tấn quy dầu (tính theo phương pháp thể tích nguồn gốc) đến 800 - 850 triệu tấn dầu quy đổi (tính theo phương pháp thể tích - xác suất), tương đương trữ lượng và tiềm năng hydrocarbon tại chỗ khoảng 3,2 đến 3,4 tỷ tấn quy dầu trong đó khoảng 70% tập trung trong đá móng, còn lại 18% tập trung trong Oligocen và 12% tập trung trong Miocen.
Các mỏ dầu-khí điển hình trong bồn trũng Cửu Long như (trữ lượng theo thống kê trước 2004):
1. Bạch Hổ,
2. Rồng, mỏ này nằm ở tận cùng phía nam của mỏ Bach Ho. Dầu được lấy ra từ đá gốc và đá núi lửa. Trữ lượng ước tính đạt khoảng 40 mmbbl.
3. Rạng Đông, dầu được khai thác từ đá móng nứt nẻ, một phần nhỏ từ cát kết Miocene, sản lượng khoảng about 60.000 bopd.
4. Ruby, nằm ở phần đông bắc, dầu được khai thác chủ yếu từ các kết Miocen và đá núi lửa Oligocen, sản lượng khoảng 20.000 bopd.
5. Sư Tử Đen, dầu được xác định có trong đá móng và các trầm tích mảnh vụn Oligocen và Miocen.
6. Cá Ngừ Vàng, đây là mỏ nằm trong đá móng sâu nhất, khả năng có thể khai thác thấp nhất khoảng 2600 bopd và 6,8 mmscfgd. Ước tính sản lượng khai thác dầu từ mỏ Cá Ngừ Vàng sẽ từ 10.000 - 20.000 thùng/ngày và sản lượng khí từ 25-50 triệu m3 khí/ngày.[11] Mỏ Cá Ngừ Vàng được đưa vào khai thác năm 2008, đến năm 2011 đạt công suất thiết kế 100%.[12]